# Таллоне
Таллоне (фр. Tallone, корс. Tallone) — коммуна во Франции, находится в регионе Корсика. Департамент коммуны — Верхняя Корсика. Входит в состав кантона Моита-Верде. Округ коммуны — Корте.
Код INSEE коммуны — 2B320.

## Население
Население коммуны на 2008 год составляло 311 человек.
| 1962 | 1968 | 1975 | 1982 | 1990 | 1999 | 2008 |
| ---- | ---- | ---- | ---- | ---- | ---- | ---- |
| 215  | 433  | 637  | 474  | 469  | 302  | 311  |

## Экономика

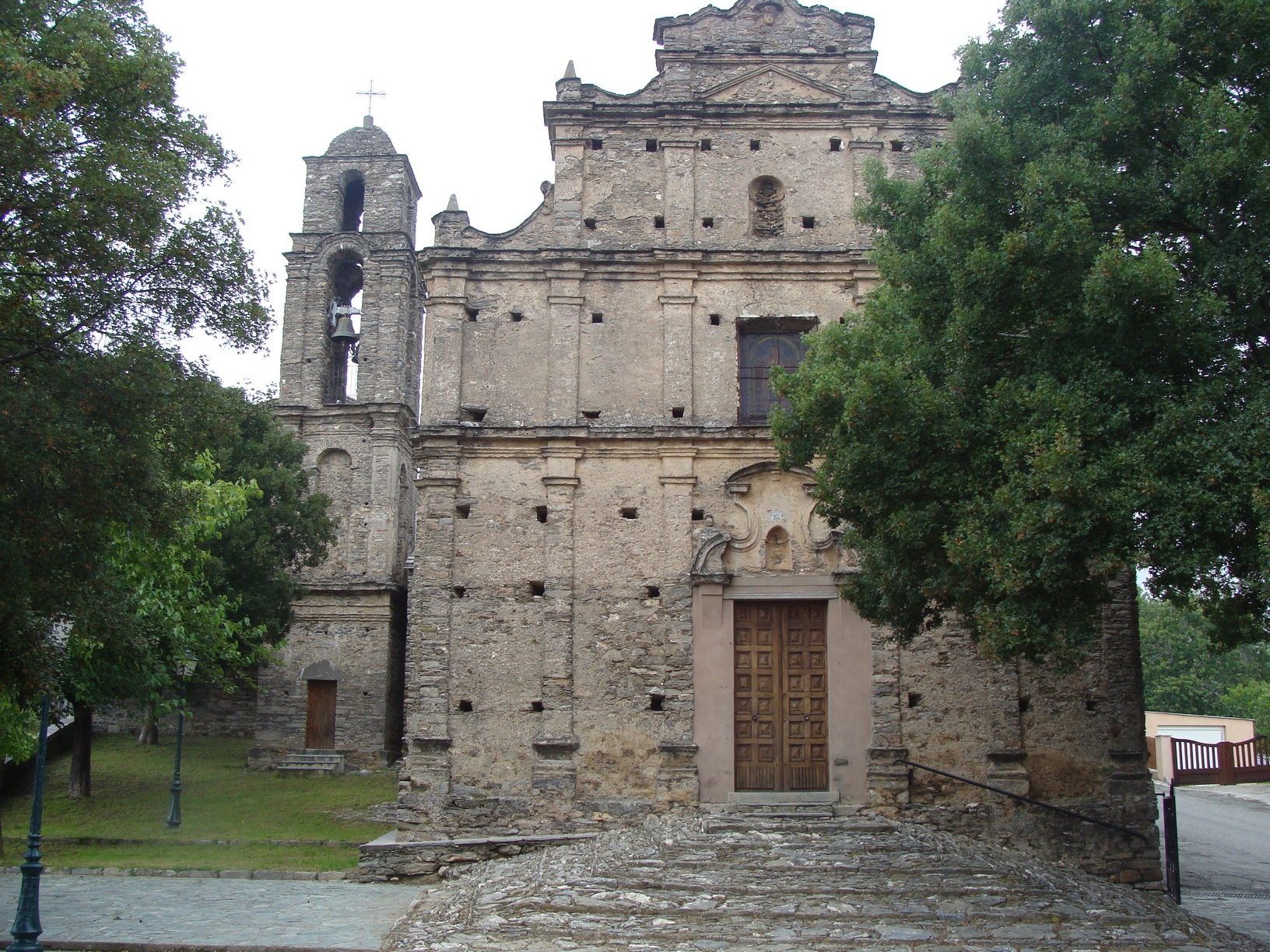
Церковь

В 2007 году среди 196 человек в трудоспособном возрасте (15—64 лет) 123 были экономически активными, 73 — неактивными (показатель активности — 62,8 %, в 1999 году было 62,8 %). Из 123 активных работали 105 человек (70 мужчин и 35 женщин), безработных было 18 (9 мужчин и 9 женщин). Среди 73 неактивных 12 человек были учениками или студентами, 15 — пенсионерами, 46 были неактивными по другим причинам.